# Henrik I av Werle
Henrik I av Werle (död 1291) var furste av Werle-Güstrow i Mecklenburg 1277-1291. Han mördades av sina egna söner under en jakttur nära Saal på Rügen den 8 oktober 1291. Son till Nikolaus I av Werle (död 1277) och Jutta av Anhalt.
Henrik gifte sig första gången 1262 med Birger jarls dotter Rikissa som avled senast 1288. Paret fick dottern Rikissa (död 1317), gift med hertig Albrecht den fete av Braunschweig-Göttingen (död 1318).